# Who You Lovin
Who You Lovin è un brano musicale pubblicato dal cantante australiano Conrad Sewell, reso disponibile per il download digitale dal 6 ottobre 2015. Il brano è stato pubblicato come terzo singolo estratto dall'extended play di debutto All I Know.

## Il brano
Il brano è il frutto di una collaborazione del cantante con Jamie Hartman, Jacob Kash e Sean Douglas.
Conrad ha annunciato che il suo prossimo singolo si sarebbe chiamato Who You Lovin e il 28 settembre ha dichiarato ai fan che da quel giorno avrebbero potuto richiedere il brano alla loro stazione radio.

## Classifiche
| Classifica (2015) | Posizione massima |
| ----------------- | ----------------- |
| Australia         | 17                |